# Senado Universitario de la Universidad de Chile

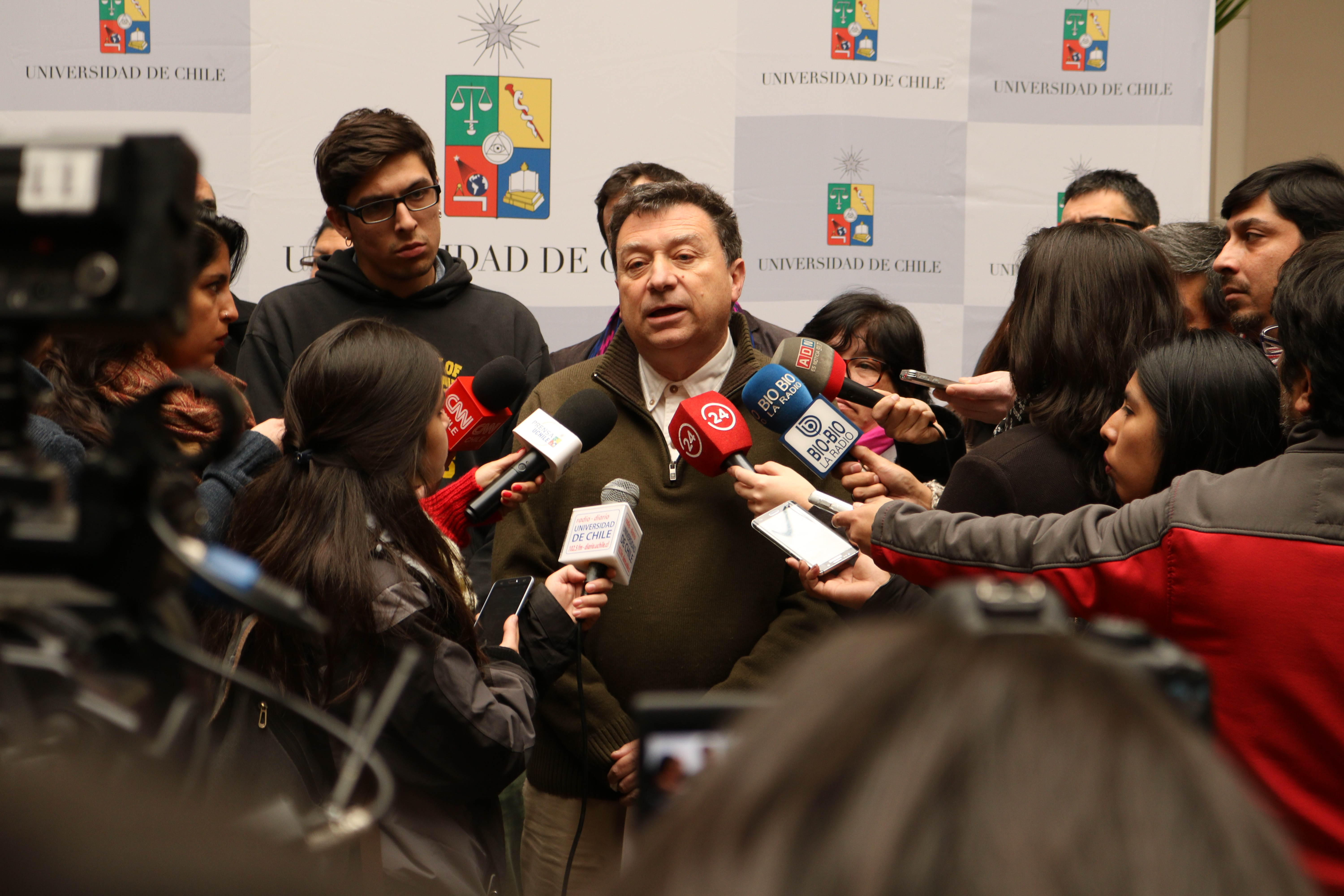
Juan Carlos Letelier, vicepresidente del Senado Universitario, dando un punto de prensa en el contexto de la discusión legislativa de la ley de universidades estatales en 2017

El Senado Universitario de la Universidad de Chile es el órgano colegiado triestamental que ejerce la función normativa de la Universidad de Chile. Su misión es elaborar "las políticas generales y estrategias de desarrollo institucional" de la universidad. Se compone de 36 representantes (27 académicos, 7 estudiantes y 2 funcionarios no académicos) elegidos por la comunidad universitaria, y es presidido por el rector ex officio. Comenzó su funcionamiento el año 2006, con sede en la Casa Central. 
Surgió a partir de un proceso democrático comenzado en 1997, luego de movilizaciones en contra de los cambios de legislación universitaria heredados de la dictadura de Pinochet. Después de años de discusión interna y de tramitación legal, se materializó un nuevo estatuto promulgado el año 2006, luego de un decreto dictado por el presidente Ricardo Lagos. Desde entonces ha aprobado políticas universitarias de combate al acoso sexual, sustentabilidad e inclusión, entre otras, así como participado en la discusión legislativa de proyectos de ley en el Congreso Nacional. 
Han sido senadoras y senadores universitarios figuras académicas y políticas como la doctora Izkia Siches, la diputada Camila Rojas, el actual presidente Gabriel Boric y el rector Ennio Vivaldi.

## Historia

### Antecedentes
En 1981, la dictadura militar promulgó dos normas que afectaron directamente a la Universidad de Chile. En enero se dictó la Ley General de Universidades, que reestructuró la educación superior en Chile y desarticuló las sedes regionales de la universidad, las que pasaron a ser universidades independientes. Por otro lado, en diciembre de dicho año se promulgó un nuevo estatuto de la Universidad de Chile. Las constantes intromisiones a la universidad, junto con el creciente clima de represión en su interior motivaron la creación de distintas instancias de organización política como la Agrupación Cultural Universitaria (ACU) y la primera elección de la FECH en dictadura el año 1984. La potencia de este nuevo movimiento universitario mostró su fuerza en 1987 con el Paro de Federici.
El retorno a la democracia no significó cambios en las normativas de educación superior heredadas de la dictadura, por lo que los cuestionamientos al interior de la Universidad de Chile fueron creciendo. En mayo de 1997 comenzó una movilización estudiantil liderada por la FECH, a la que posteriormente se sumaron académicos de distintas unidades de la universidad, exigiendo la discusión y redacción de un nuevo estatuto universitario, así como nuevas orgánicas que permitieran a la universidad modernizarse y enfrentar el abandono del Estado y autofinanciamiento al que la sometía la ley de 1981.

### Comisiones precursoras y nuevos estatutos
La respuesta de las autoridades universitarias a la movilización de 1997 fue la creación de una Comisión de Proyecto Institucional (CPI) compuesta por 27 miembros (16 académicos, 8 estudiantes y 3 funcionarios), cuyo objetivo era "la organización, coordinación y supervisión de la discusión del proyecto institucional". Presidida por el académico de la Facultad de Arquitectura y Urbanismo Edwin Haramoto, esta comisión definió los temas y organizó el proceso de discusión de los estatutos, discusión que se materializó en el Encuentro Universitario ocurrido entre el 5 y el 20 de enero de 1998 con más de 100 representantes de los tres estamentos. De este encuentro salieron las principales propuestas normativas, las que fueron consultadas en dos referéndum, el primero los días 22, 23 y 24 de abril de 1998, y el segundo el 28 y el 29 de abril de 1999, proceso que contó con 63,3% de participación de la comunidad universitaria. De estos procesos surgió la base del contenido de un nuevo estatuto universitario.
Posteriormente, dos comisiones triestamentales tuvieron la tarea de materializar estas bases en un nuevo estatuto. En primer lugar, la Comisión Normativa Transitoria (1999-2001), que formuló la propuesta concreta de estatuto en base a los resultados de los referéndums de 1998 y 1999, y luego la Comisión Senado Universitario (2002-2004) que formuló las políticas y estrategias que dieron origen al Proyecto de Desarrollo Institucional (PDI) de la universidad. Ya en 2004 faltaba apenas que la propuesta de nuevo estatuto se hiciese ley, lo que significó un extenso trámite que involucró a los ministerios de  Hacienda y  Educación, la Cámara de Diputados y la Contraloría, donde los nuevos estatutos sufrieron modificaciones. Finalmente, el presidente Ricardo Lagos dictó el año 2006 el Decreto con Fuerza de Ley N°3 del Ministerio de Educación, que reconoce legalmente los nuevos estatutos fruto del proceso interno de discusión de la Universidad de Chile. Este estatuto contemplaba el reconocimiento de la comunidad como ente triestamental, y proponía la separación de los poderes de la universidad, considerando la creación de un Senado Universitario que se encargase de discutir las políticas institucionales.

### 2006 a la actualidad
Las primeras elecciones del Senado Universitario se realizaron el 15 de junio de 2006, sesionando por primera vez el 18 de julio del mismo año, presidido por el rector Víctor Pérez Vera. Desde entonces ha funcionado de manera ininterrumpida, aprobando a 2018 siete políticas universitarias, y dos Proyecto de Desarrollo Institucional, el último con alcance 2017-2026.
El año 2015, en el marco de una toma estudiantil a la Casa Central, el entonces vicepresidente del Senado, Juan Carlos Letelier, decidió permanecer viviendo en su oficina pese a la toma, como forma de cuidar el "espacio de diálogo" abierto por el Senado, lo que llamó la atención de los medios.  Durante el 2017 el Senado participó activamente en la discusión respecto a la Ley de Universidades Estatales presentada en el marco de la reforma a la educación superior de la presidenta Michelle Bachelet, dado que esta ley modificaba la gobernanza universitaria, con lo que el Senado corría riesgo de desaparecer.
La experiencia del Senado Universitario ha sido replicada por otras universidades chilenas, como la Universidad de Aysén.
El 26 de agosto de 2021 fue elegida como vicepresidenta, la profesora Verónica Figueroa Huencho, y el Profesor Luis Alberto Raggi Saini, como senador secretario; además, en su gestión, actuaron como colaboradores por estamento el profesor Jorge Gamonal Aravena(estamento académico), el Sr. Pedro Rojas Valdivia(estamento estudiantil), y el Sr. Daniel Burgos Bravo(estamento del personal de colaboración).

## Funcionamiento

### Facultades
Entre sus funciones más relevantes, se encuentran:
- Aprobar reglamentos referidos a los estatutos, políticas y planes de desarrollo de la universidad, entre otras normas
- Ratificar el presupuesto anual de la universidad aprobado previamente por el Consejo Universitario
- Validar las propuestas de creación, modificación o supresión de títulos profesionales o grados académicos que le presente el Rector, previo pronunciamiento del Consejo Universitario
- Aprobar la estructura orgánica de la Universidad y sus modificaciones propuestas por el Rector, previo pronunciamiento del Consejo Universitario

### Comisiones
Para desarrollar su labor, el Senado se divide en comisiones temáticas permanentes y no permanentes, además de instancias específicas de ciertos temas (como la reforma educacional).

#### Permanentes
- Desarrollo Institucional
- Docencia e Investigación
- Presupuesto y Gestión

#### No permanentes
- Estructuras y Unidades Académicas
- Género y Diversidades
- Bienestar y Salud Mental de la Comunidad Universitaria
- Voto triestamental en Consejos de Facultad

## Exintegrantes notables
- Izkia Siches
- Gabriel Boric
- Camila Rojas
- Ennio Vivaldi
- Luis Riveros
- Rodrigo Torres Alvarado